# IV. Szeleukosz szeleukida uralkodó
IV. Szeleukosz Philopatór (Σέλευκος Φιλοπάτωρ, Kr. e. 217 – Kr. e. 175. szeptember 3.) ókori hellenisztikus király, a Szeleukida Birodalom hetedik uralkodója (Kr. e. 187-től haláláig), III. Antiokhosz és Laodiké nevű feleségénék gyermeke volt. Melléknevének jelentése: apját szerető.

## III. Antiokhosz oldalán
A királyi pár negyedik fiúgyermeke volt, azonban három bátyja, Antiokhosz, Ardüsz és Mithridatész még jóval atyjuk halála előtt elhunyt. Életkora nem ismert, de már Kr. e. 196-ban atyja egy sereg élére nevezte a Kherszonészoszon, hogy újjáépítse a számára székhelynek kiszemelt Lüszimakheia városát. Kr. e. 190-ben, míg III. Antiokhosz a Római Köztársaság, Rhodosz és Pergamon ellen háborúzott, Szeleukosz Aioliszban állomásozott az ióniai városok szemmel tartására, ahol több poliszba be tudott vonulni, így a helyőrsége által elárult Phókaiába is. Ezután II. Eumenész pergamoni király távollétében megpróbálkozott fővárosának ostromával, de Diophanész akháj zsoldosvezér kitartó védekezése elől kénytelen volt meghátrálni. A vereséggel végződő Kr. e. 190-es magnésziai csatában a bal szárnyat vezette II. Attalosz erőivel szemben, de katonáit szétverték, ő maga pedig egészen a phrügiai Apameiáig menekült. A Kr. e. 188-ban megkötött békét követően apja Cnaeus Manlius Vulso consul mellé küldte, hogy segítse seregét a hajdani szövetségesei, Kappadókia és Galatia ellen indított büntetőhadjáratokon.

## IV. Szeleukosz királysága
Kr. e. 187-ben III. Antiokhosz egy templom kirablása közben életét vesztette, fia pedig ellenállás nélkül örökölte a trónt. Az apameiai béke jelentősen meggyengítette a monarchiát, így általában jobbnak látta békés viszonyt ápolni szomszédaival. Ennek köszönhetően uralma békés, jelentősebb eseményektől mentes volt. Kr. e. 185-ben megújította barátsági szerződését a rómaiakkal szövetséges akháj szövetséggel, Kr. e. 181 táján pedig, miután komoly sereget gyűjtött, végül letett arról, hogy a pontoszi Pharnakésznek fegyveres segítséget nyújtson Pergamon ellen, nehogy kivívja a rómaiak haragját.
Miközben Laodiké nevű lányát Kr. e. 178 táján a Rómával egyre nyíltabban ellenséges Perszeusz makedón királyhoz adta feleségül, röviddel halála előtt jobbnak látta saját fiát, Démétrioszt túszul Rómába küldeni fivére, Antiokhosz helyett. Egyiptommal, ahol Kr. e. 180-ig sógora, V. Ptolemaiosz Epiphanész uralkodott, mindvégig jó viszonyt ápolt, noha utóbbi állítólag halála előtt röviddel Szíria visszahódítását tervezgette.
Szeleukosszal végül egyik főembere, Héliodórosz végzett, aki magának kívánta megkaparintani a főhatalmat. A trónon nemrég hazatért öccse, IV. Antiokhosz Epiphanész követte, de utóbb Szeleukosz fia, I. Démétriosz Szótér is trónra jutott.